# ماري إديث سكوت
ماري إديث سكوت (بالإنجليزية: Mary Edith Scott)‏ (23 سبتمبر 1888 في نيوزيلندا - 16 يوليو 1979 في نيوزيلندا)؛ كاتِبة، مؤلفة وروائية نيوزيلندية.